# Полет 9268 на „Метроджет“
Полет 9268 на „Метроджет“ е международен чартърен пътнически полет, управляван от руската авиокомпания „Когалимавиа“ (маркирана като „Метроджет“). На 31 октомври 2015 г. в 06:13 ч. „Еърбъс А321-231“, който изпълнява полета, експлодира над северния Синайски полуостров след излитането от международното летище „Шарм Ел Шейх“, Египет на път за летище Пулково, Санкт Петербург, Русия. Повечето от хората на борда са туристи. Пътниците са 212 руснаци, 4 украинци и 1 беларусин. На борда има и 7 членове на екипажа, всичките руснаци.
Малко след катастрофата клонът на Ислямска държава в Синай поема отговорност за инцидента, който се случва в близост до бунтовниците в Синай. Отговорността е поета в „Туитър“ чрез видео изявление на Абу Осама ал-Масри, лидер на синайския клон на групировката. Организацията публикува и снимка в своето онлайн списание, за която се казва, че на нея е използваната бомба.
До 4 ноември 2015 г. британските и американските власти подозират, че причината за катастрофата е бомба. На 8 ноември 2015 г. анонимен член на египетския екип за разследване казва, че следователите са „90 процента сигурни“, че самолетът е свален от бомба. Водещият изследовател Айман ал-Мукадам казва, че други възможни причини за катастрофата включват експлозия на гориво, умора на метала и прегряване на литиевите батерии. Руската федерална служба за сигурност обявява на 17 ноември 2015 г., че това е терористична атака, причинена от самоделна бомба, съдържаща еквивалента на до 1 килограм тротил, която е детонирана по време на полета. На 24 февруари 2016 г. египетският президент Абдел Фатах Сиси признава, че катастрофата е причинена от тероризъм.
През март 2020 г. египетски апелативен съд постановява, че катастрофата не е терористичен акт, и отхвърля съдебните дела срещу държавни служители и „Метроджет“. Според апелативния съд самоличността на 224-те жертви не е официално установена и в резултат на това е невъзможно да им се изплати обезщетение.